# Kraaipani csata
A kraaipani csata (vagy: "Az első lövések") a második búr háború első igazi csatája volt, mely során a búroknak ismét sikerült győzelmet aratniuk a jobb fegyverzetű angol katonák felett. A csata búr vezetői Piet Cronjé, és Koos de la Rey voltak. Az Egyesült Királyság csapatainak vezetője azonban ismeretlen, más források RH Nesbitt hadnagyot tüntetik fel, csakúgy mint a brit katonák létszáma.

## A csata menete
A kraaipani csata tulajdonképpen az első igazi fegyveres megmozdulás volt a második búr háborúban.  A csata 1899. október 12-én zajlott, mikor is 800 elszánt búr katona Piet Cronjé, és Koos de la Rey parancsnoksága alatt lerohanták a britek kisebb vasútállomását, és páncélvonatát amely tömve volt lőszerrel és tüzérségi gránátokkal.
1899. október 12-én Vyrburg és Mafeking (Mafekingtől 60 kilométerre) között egy brit páncélozott vonat haladt. A korszerűtlen fegyverzetű, szinte tüzérség nélküli búroknak hatalmas előnyt jelentett volna, ha el tudják foglalni az értékes szállítmányt. A búrok vezetője Cronjé a Mafeking körüli távíróvonalakat elvágatta, így a britek nem tudtak segítséget hívni. Október 12-én lerohanták a vonatot, (amelyet valószínűleg 100 brit katonánál több nem védhetett) és több órás öldöklő küzdelem után elérték, hogy az angolok megadják magukat.
Másnap reggel mikor az angolok átadták a hadianyagot a búroknak, igencsak nagy volt az öröm. A búr katonák a kipakolásnál, a páncélvonatban ("Mosquito" volt a neve) 3 ágyút, 30 Lee-Metford puskát, lőszert és egyéb kellékeket találtak. Ezeket mind lefoglalták, és mint hadizsákmányt elvitték. A búr csapatok ezen kívül találtak brit Mark IV-es lőszert, azaz dumdum lövedéket, a vonaton.
A veszteségek ismeretlenek, az viszont tény, hogy a búrok fölényben voltak és megnyerték az ütközetet.

## Következmények
A páncélozott vonat kirablása igencsak felbőszítette az angol parlamentet, és a Dél-Afrikában harcoló angol tábornokokat, akik bosszút esküdtek a búrok ellen. A búrok a rabláson kívül rengeteg foglyot is ejtettek, a búr fogságból (csakúgy mint az angolból) pedig elég nehéz volt szabadulni.
A búrok pedig jelentős sikerként könyvelték el az esetet, hiszen ők nyerték meg a második búr háború első csatáját, és foglyok ejtése mellett, rengeteg lőszert, fegyvert és hadianyagot szereztek.

## Lásd még
- Második búr háború
- Búr háborúk
- Búrok